# Åke Dahlbom
Åke Allan Ragnar Dahlbom, även känd under konstnärsnamnet Art Bomba, född 26 februari 1950 i Bromma församling i Stockholm, död 5 juli 2018 i Onslunda, Tomelilla kommun i Skåne län, var en svensk scenograf och konstnär.

## Biografi
Åke Dahlbom växte upp i Hässelby som son till ingenjören Allan Dahlbom och Marianne, ogift Axelsson. Under gymnasietiden i Vällingby pågick en lärarstrejk som väckte hans politiska intresse och han läste anarkistisk och filosofisk litteratur. I unga år arbetade han också på Posten, SL och som tidningsbud. Han studerade nationalekonomi i Göteborg och pedagogik vid Stockholms universitet och hade lärarplaner.
I slutet av 1970-talet flyttade han i stället till New York följt av en tid i konstnärskollektivet End Art i Berlin. Han började tidigt använda ordet funeralism för det han tyckte var "patetiska trender" i samhället. Han öppnade galleri Penis i Malmö 1984 och var med och startade dans- och teaterhuset Fakiren i Malmö 1991. Under en längre tid var Dahlbom scenograf i den fria teatergruppen Darling Desperados, som bildades i Malmö 1987. Han gjorde också scenografi för Teater Galeasen, film och TV. Han var verksam i Filmkompaniet, som distribuerade film i Sverige och Norge, fram till 1993.
Han ställde ut i "Malmö brinner" om progg- och punkkulturen på Moderna museet i Malmö 2017.
Dahlbom var 1979–1985 gift med skådespelaren Claire Wikholm (född 1944). Han fick sju barn: Tillsammans med Lena Holmgren (född 1953) fick han en dotter 1972 och en son 1976. Tillsammans med Claire Wikholm fick han en son 1980. Tillsammans med skådespelaren Ulrika Malmgren (född 1960) fick han en son 1984, tvillingar 1992 och en dotter 1995. Åke Dahlbom är begravd på Norra begravningsplatsen utanför Stockholm.

## Teaterscenografi i urval
- 1990 – Lite skit på händerna (av Stig Larsson och Bengt Johansen), SVT, regi Bengt Johansen [12]
- 1991 – Artauds Requiem (texter av Antonin Artaud), Teater Galeasen, Fri scen, Skeppsholmen, Stockholm, regi Rickard Günther [13]
- 1992 – Stjärnor (av Alexandr Galin), Darling Desperados, Fakiren Malmö, regi Kajsa Bramsvik [14]
- 1992 – Bombi Bitt och jag (av Fritiof Nilsson Piraten), Darling Desperados på Kiviks marknad, manus och regi Dag Norgård [15]
- 1993 – Baby Jane (av Malin Lagerlöf-Holst), Darling Desperados, Stockholms stadsteater, regi Ulrika Malmgren och Katta Pålsson [16]
- 1994 – Mästaren och Margaarita (av Michail Bulgakov), Darling Desperados, Berns, regi Kajsa Bramsvik [17]
- 1995 – Trollkarlen från Oz, Darling Desperados, Fakiren, Malmö, manus och regi: Katta Pålsson och Ulrika Malmgren [18]
- 1996 – Hollywoodfruar, Darling Desperados, Fakiren, Malmö, regikonsulter: Gunilla Hellström och Göran Stangertz [19]
- 1998 – Singoalla (fritt efter Viktor Rydberg), Darling Desperados, tält vid Kaknästornet, regi: Gunilla Röör och Malmgren-Pålsson [20]
- 1999 – Vampyrernas natt, Darling Desperados, Södra Teatern, regi: Ulrika Malmgren och Katta Pålsson [21]
- 1999 – Jag är ful (av Sergi Belbel), Darling, Desperados, Darlingland bakom Kaknästornet [22]
- 2001 – Crave (av Sarah Kane), Darling Desperados, Nya Pistolteatern [23]
- 2004 – Skitfin, Södra Teatern, Kägelbanan [24]

## Filmografi i urval
- 1982 – Gräsänklingar (roll, runner)
- 1983 – Fanny och Alexander (chaufför)
- 1991 – Schh! (roll)